# Delcevo, Blagoevgrad
Delcevo (în bulgară Делчево) este un sat situat în partea de sud-vest a Bulgariei, în Regiunea Blagoevgrad, la poalele munților Pirin la o distanță de 9 km de orașul Goțe Delcev și 18 km de frontiera elenă. Aparține administrativ de comuna Goțe Delcev. La recensământul din 2011 avea o populație de 51 locuitori. În zonă există urme de locuire din epoca romană. Multe dintre casele din localitate au fost construite între secolele XIX - XX de către meșteri locali și sunt considerate monumente culturale. Biserica ortodoxă din localitate a fost construită în 1838.

## Demografie
Componența etnică a satului Delcevo
     Bulgari (90,19%)
     Nicio identificare (0%)
     Altele (9,8%)
La recensământul din 2011, populația satului Delcevo era de 51 locuitori. Din punct de vedere etnic, majoritatea locuitorilor (90,19%) erau bulgari. Pentru 0,0% din locuitori nu este cunoscută apartenența etnică.